# Kill the Noise

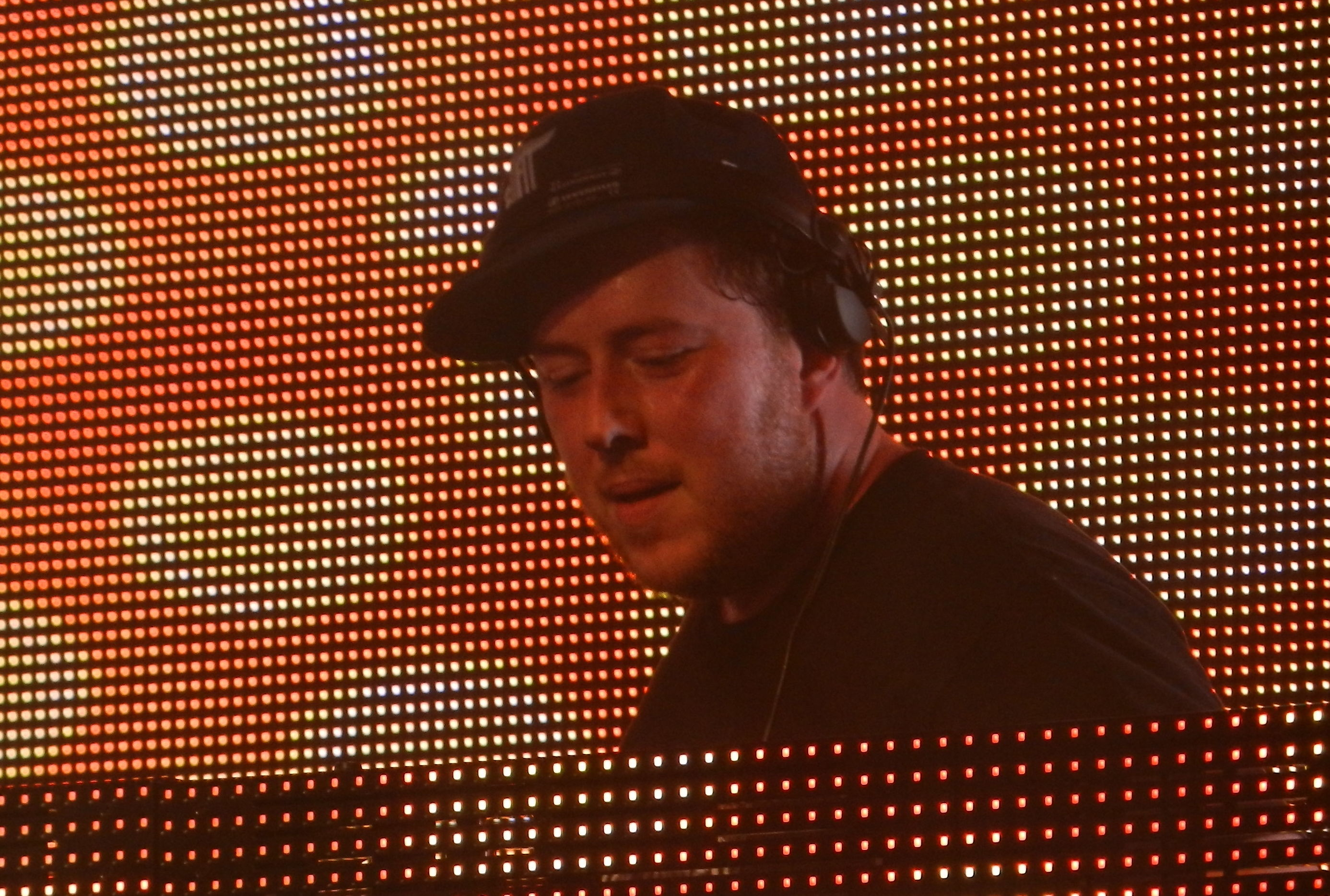
Kill the Noise

Kill the Noise (echter Name Jakob „Jake“ Stanczak, auch bekannt als Ewun; * 27. Januar 1981 in Rochester, New York) ist ein US-amerikanischer Drum-&-Bass-, Dubstep-, House- und Trap-Produzent. Er steht bzw. stand unter anderem bei den Labels OWSLA, mau5trap und Slow Roast Records unter Vertrag. Bis heute arbeitete er unter anderem mit Spor/Feed Me, Skrillex, Korn, Evol Intent, Datsik und Dieselboy zusammen.

## Leben und Wirken
2011 produzierte, komponierte und wirkte als Featuring für Korns Song Narcissistic Cannibal mit, der zweiten Single aus Korns zehntem Studioalbum The Path of Totality. Das Lied wurde am 18. Oktober 2011 unter dem Label Roadrunner Records veröffentlicht und erreichte Platz 97 der kanadischen Charts, was Stanczaks einzige Chartplatzierung darstellt. Am 3. Februar 2012 führte er den Titel in der US-amerikanischen Late-Night-Show Jimmy Kimmel Live! gemeinsam mit Korn auf.
Stanczak begann bereits in den 1990er-Jahren, Musik zu produzieren. Nachdem sein Vater ihm im Jahr 2000 dann die erste Version der Reason-Musiksoftware kaufte, begann er, sein Hobby zum Beruf zu machen. 2010 gründete er dann gemeinsam mit DJ Craze das Label Slow Roast Records.

## Diskografie

### Als Ewun

#### EPs
- The Prologue EP (mit Spor, Evol Intent und Unknown Error) (2006)
- From the Inside Out EP (mit Apex, Spor und Evol Intent) (2008)
- Wun Nation EP (2008)

#### Singles
- 8 Bit Bitch (mit Evol Intent) (2005)
- Guntalk (2005)
- Face Off (2005)
- Interstellar (2005)
- The Divide (2005)
- Smash (mit The Upbeats und Evol Intent) (2008)
- Midnight Express (mit Dieselboy und Evol Intent) (2009)
- Binge Drinker (mit The Upbeats) (2009)

### Als Kill the Noise

#### EPs
- Roots (2010)
- Kill Kill Kill (2011)
- Black Magic (2012)
- Occult Classic (2015)

#### Singles
- Kill Kill Kill (2008)
- Muscle Rollers (mit Feed Me) (2010)
- Narcissistic Cannibal (mit Korn und Skrillex) (2011)
- Bring Out the Devil (mit SOFI und Skrillex) (2011)
- Fuels the Comedy (mit Korn) (2011)
- Right on Time (mit Skrillex und 12th Planet) (2011)
- Burst (mit 12th Planet, Skrillex und GMCFOSHO) (2012)
- Lightspeed (mit Datsik) (2012)
- Thumbs Up (For Rock N Roll) (mit Feed Me) (2012)
- Shell Shocked / Juicy J, Wiz Khalifa & Ty Dolla Sign featuring Kill the Noise & Madsonik (2014)

#### Remixe
- Estelle & Kanye West – American Boy (2008)
- LeLe – Breakfast (2008)
- Rye Rye feat. Robyn – Never Will Be Mine (2011)
- KOAN Sound – Talk Box (2011)
- Sway – Still Speedin’ (2011)
- Yelawolf – Growin Up in the Gutter (2011)
- Porter Robinson – Spitfire (2011)
- Noisia – Diplodocus (2012)
- Nero – Must Be the Feeling (2012)
- The M Machine – Ghosts in the Machine (2013)
- Getter – Rip N Dip (2016)
- Moody Good – Sixtysixty (2020)